# العرس العراقي
يتميز و يختلف الزواج في العراق من الجنوب الى الشمال بأنه يحتوي على كثير من التقاليد والعادات المصاحبة له، وتغطي هذه التقاليد جميع مراحله، بدءًا من الخطبة وحتى الاحتفالات التي تجري بعد مضي عدة أيامٍ على انتهاء حفل الزفاف، وتعتبر مشاركة الأهل والأصدقاء بهذه التقاليد مهمة، فهي تعبر عن بهجتهم بارتباط العروسين، ولا تخلو هذه التقاليد أيضًا من المظاهر الاحتفالية والهدايا الخاصة، التي يتم تبادلها بين العروسين والضيوف.
على الرغم من انتشار صالات الأفراح في العديد من المدن العراقية إلا أن الكثير من العراقيين ما زالوا يُفضلون الاحتفال بزفافهم بطرق تقليدية في خيمة كبيرة تُنصب أمام المنزل لهذا الغرض أو في حديقة قبالة البيت بعيدا ًعن الصالات والمطاعم تمسكاً منهم بهويتهم الثقافية، وإحياءً لعادات الأجداد ويهب الجميع الى المساعدة في التحضير للاحتفال.

## تقاليد الخطوبة العراق
من أهم الأمور التي تسبق إقامة حفل الزواج في العراق ما يلي:

### اختيار العروس
عندما ينوي الشاب الزواج، فإنه يختار فتاةً تعجبهُ وهو يعجبها ليتقدم لخطبتها، وقد تكون هذه الفتاة جارةً، أو قريبةً، أو زميلةً في العمل أو الدراسة، أو غيرها.

### لقاء العائلتين
يتم ترتيب زيارة خاصة تلتقي فيها عائلة العريس والعروس للتعارف، وبناءً على هذه الزيارة يتم تحديد إذا ما سوف يتم مواصلة إجراءات إتمام الخطبة والزفاف أم لا، ويكون سبب عدم المواصلة عادةً عدم موافقة العروس أو أهلها على العريس، وفي هذه الزيارة، يبدي العريس رغبتهُ لعائلة الفتاة بالزواج من ابنتهم، وفي حال كان والد العروس ميتًا؛ فإنه يقابل أكبر أعمامها.

### السؤال عن العريس
يسأل أهل العروس عن العريس وأخلاقه وكل ما يتعلق به، وقد يقصدون لأجل ذلك مكان عمله أو الكلية التي يدرس فيها، كما يسألون عن سمعة عائلته أيضًا.

### المشاية
بعد الاتفاق والتأكد من أخلاق العريس، تجري عادة "المشاية" التي يتوجه فيها أفراد من عائلة العريس إلى منزل العروس لطلب يدها من ولي أمرها، والسؤال إذا كانت العروس توافق على الزواج.

### الفاتحة
في حال موافقة العروس، يتم قراءة سورة الفاتحة، وتوزيع الشربات على الحضور، الذي يكون غالبًا شرابًا بنكهة الرمان وماء الورد، كما يتم تقديم الحلوى والقهوة.

### حفلة الخطوبة
يُدعى إلى حفلة الخطوبة في منزل العروس عادةً المقربون من عائلتي العريس والعروس، كالوالدين، والأخوة، والأخوات، والأعمام والأخوال وأولادهم، والعمات والخالات وأولادهن.

### تلبيس الخواتم
يجري في حفلة الخطوبة إلباس الخواتم في اليد اليمنى، ويكون خاتم العروس من الذهب، بينما يكون خاتم العريس من الفضة أو البلاتين.

### مدة الخطوبة
على الرغم من تفضيل فترة الخطوبة القصيرة، يمكن أن تمتد الخطوبة لأشهر أو سنوات، ويتعرف خلالها العروسان على بعضهما أكثر، ويقومان وأهلهما بالتجهيز للزفاف.

### مظاهر حفلة الخطوبة
يُقدم العريس لعروسه في حفلة الخطوبة هدية من الذهب، كما يتم تقديم عشاء بهذه المناسبة للحضور، والاحتفال على أنغام الموسيقى أو استئجار فرقة لإحياء الحفل.

## تقاليد احتفالات وإجراءات قبل الزواج في العراق
يجري بعد إتمام الخطوبة وقبل حفل الزواج في العراق احتفالات وإجراءات لا بد من القيام بها، وتشمل ما يلي:

### مظاهر حفلة النيشان
لا تختلف حفلة "النيشان" عن بقية الحفلات؛ حيث يرافقها المظاهر الاحتفالية من رقص وغناء وعشاء.

### هدايا النيشان
يقدم العريس وعائلته للعروس في النيشان هدايا كثيرة وثمينة، كالذهب، والمجوهرات، والملابس، والأحذية.

### طقوس النيشان
يرافق حفل النيشان قراءة آيات من القرآن الكريم ومباركة العروسين، وقد يقتصر النيشان عند بعض العائلات على عشاءٍ بسيط في منزل العروس، في حين تفضل عائلات أخرى إقامة حفل باذخ.

### طقوس عقد القران
قبل يومين أو ثلاثة أيام من الزفاف، يتم عقد قران العريس والعروس، ويعقدهُ لهما الإمام أو الشيخ؛ حيث يكون كل واحد منهما في غرفة منفصلة، ويقوم الإمام أو الشيخ بسؤال العروس إذا كانت تقبل بالعريس زوجًا لها على الأقل ثلاث مرات ليتأكد من موافقتها.

### بعد عقد القران
بعد التوقيع على عقد الزواج، ترتدي العروس فستانًا تشتريه لها والدة العريس وتجلس مع العريس على الطاولة المجهزة خصيصًا ليوم عقد القران.

### طاولة عقد القران و رمزيتها
يتم غالبًا تزيين طاولة يجلس عليها العروسان، ويقابلان في جلستهما جهة الشرق، وترمز هذه الطاولة للحب والخير والسعادة في حياة الزوجين المستقبليين.

### محتويات الطاولة
يوضع على طاولة عقد القران عدة أشياء، وهي: مرآة على جانبيها شمعدان، والقرآن الكريم، وخبز معد ومزين خصيصًا لهذه المناسبة، وسلة من البيض المزخرف، وسلة من مكسرات اللوز والجوز والبندق، ورمان، وتفاح أحمر، وماء ورد، وعملات ذهبية، وصندوق يحتوي لؤلؤ وكريستال.

### ليلة الحناء و مظاهرها
لا تختلف ليلة الحنة عن حفلة الخطوبة في بساطتها، وحضور المقربين من عائلة العروس والعريس لها، بالإضافة للأصدقاء، وتشبه إلى حد كبير حفلة توديع العزوبية للعروسين، وتقام قبل يوم الزفاف، ويخضب فيها العروسان بالحنة، وقد يقوم بعض الحاضرين بوضع الحنة أيضًا.

### حنة العروس
تقام ليلة حنة العروس غالبًا في منزلها، وترتدي العروس فيها فستانًا جميلاً، ويتم الاحتفال بها بالرقص والغناء والموسيقى وتقديم العشاء، وتضع أم العريس على يد العروس حنة وقطعة نقدية، ويجب على العروس إبقاء يدها مغلقة حتى تتخضب بالحنة.

### حنة العريس
يقيم العريس حفلة الحنة الخاصة به في منزله أو في مطعم، ويدعو إليها الأصدقاء والأقارب والجيران من الرجال.

## تقاليد يوم الزفاف في العراق
تتضمن تقاليد هذا اليوم الميمون التالي:

### اصطحاب العروس
يتوجه العريس ويرافقه أفراد من عائلته وأصدقائه إلى منزل العروس لاصطحابها إلى منزله، ويرافقه مسيرة سيارات يقودها أقاربه من الرجال وأصدقائه، ويقومون فيها بإطلاق الزوامير والغناء وإثارة الصخب بشكل متعمد؛ كي يعرف الجميع بأمر إقامة الزفاف.

### الزفة
إحدى العادات التي ترافق بعض مراسم الزفاف هي إنارة الشموع، والبعض قد يعطي الأطفال أغصان شجر الزيتون لحملها، وقبل دخول القاعة، تجري مراسم "الزفة"، التي يجري فيها مرافقة العروسين بالغناء والمظاهر الاحتفالية إلى مكان الاحتفال.

### الكوشة
يجلس العريس والعروس بعد زفهما على "الكوشة"، وهي كنبة خاصة لمناسبات الزفاف، وتطلق النساء من ضيوف العرس الزغاريد، ويستمر الاحتفال بزواجهما بالرقص والغناء وتقديم الطعام طوال الليل.

## تقاليد بعد الزواج في العراق
لا تستثني العادات في العراق وجود تقاليد خاصة لما بعد الزواج، ومنها:

### شهر العسل
يبدأ شهر العسل بعد انتهاء الزفاف ومراسمه، وقد يقضيه العروسان في منزلهما، أو يسافران.

### احتفال اليوم السابع
يُقام عادةً في اليوم السابع بعد الزواج، أو بعد مدة حسب طول شهر العسل، احتفال بالعروسين بمناسبة زواجهما في منزل والد العريس، وعادةً ما تحضر النساء فقط هذا الاحتفال، ويحضرن معهن للعروسين الهدايا، وترتدي العروس في هذا الاحتفال فستان زفافها، إضافة لعدة فساتين أخرى.